# 雪上摩托車

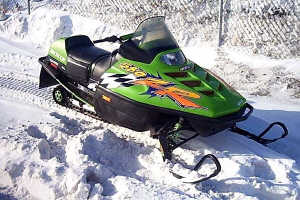
典型的雪上摩托車

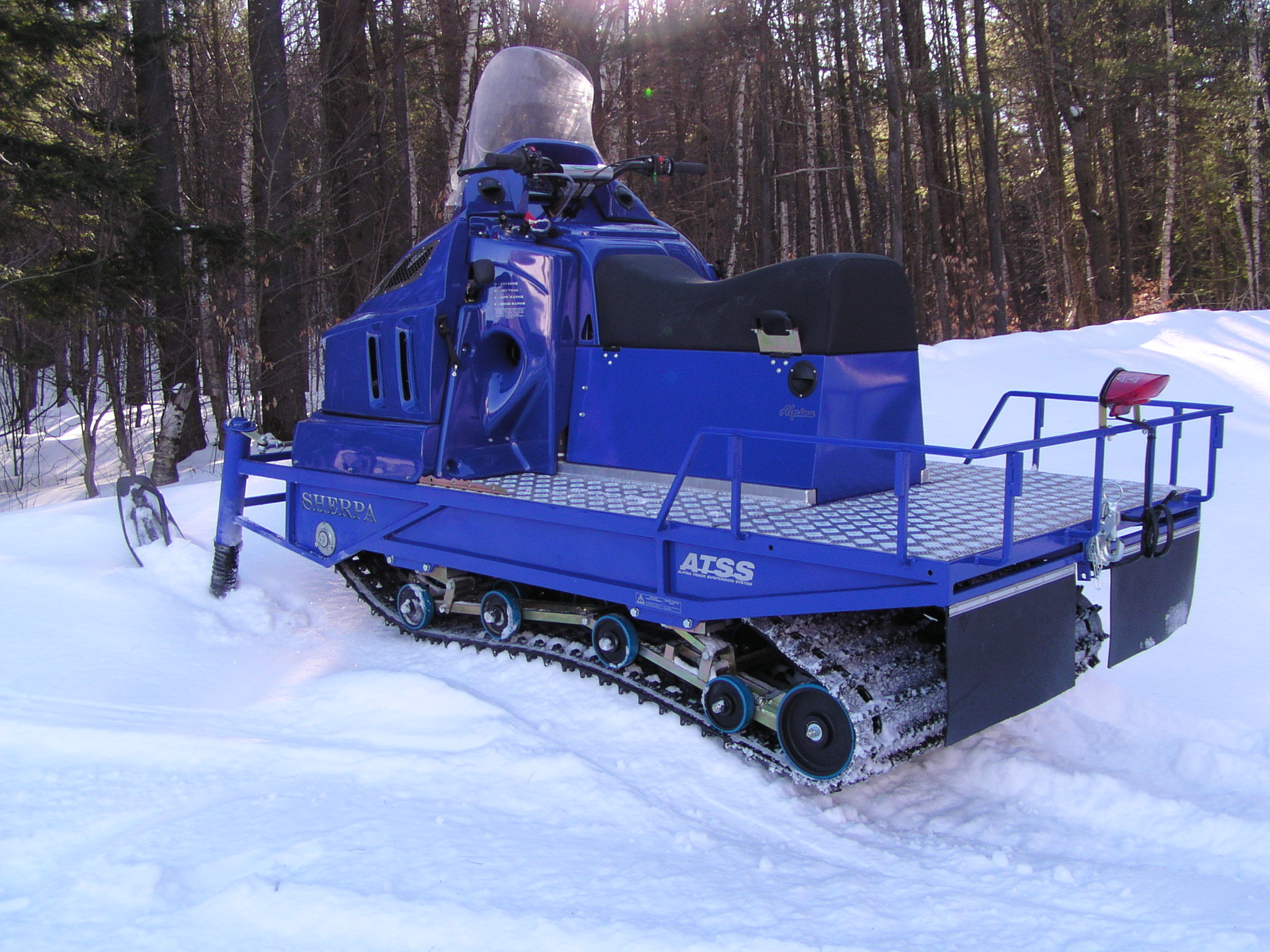
雪上摩托履帶車

雪上摩托車、雪地摩托車用來在雪地行駛的交通工具，透過履帶旋轉來移動，行驶时不需要特定的道路。雪上摩托車一般只有一至两名乘员，常用于在滑雪場用於監視和救助用途，也廣泛地給業餘玩家用於冬季戶外運動。

## 发展历史
加拿大的龐巴迪公司，在1922年開發橡膠製的無限軌道當作驅動裝置。1936年出現正式的產品。第二年的1937被命為為雪上摩托車的B7型號開始展開銷售。也因為這樣，龐巴迪公司總部所在的加拿大魁北克省，開始有了「雪上摩托車的發源地」的稱呼。
日本在1970年之後，等到真正的雪上摩托車的競速大会被舉行後，日本全國的雪上摩托賽也開始普及了。

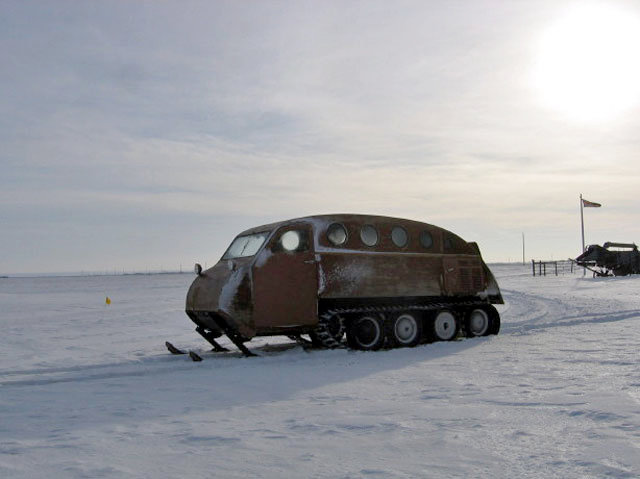
龐巴迪早期設計的車款B-12

## 使用地區

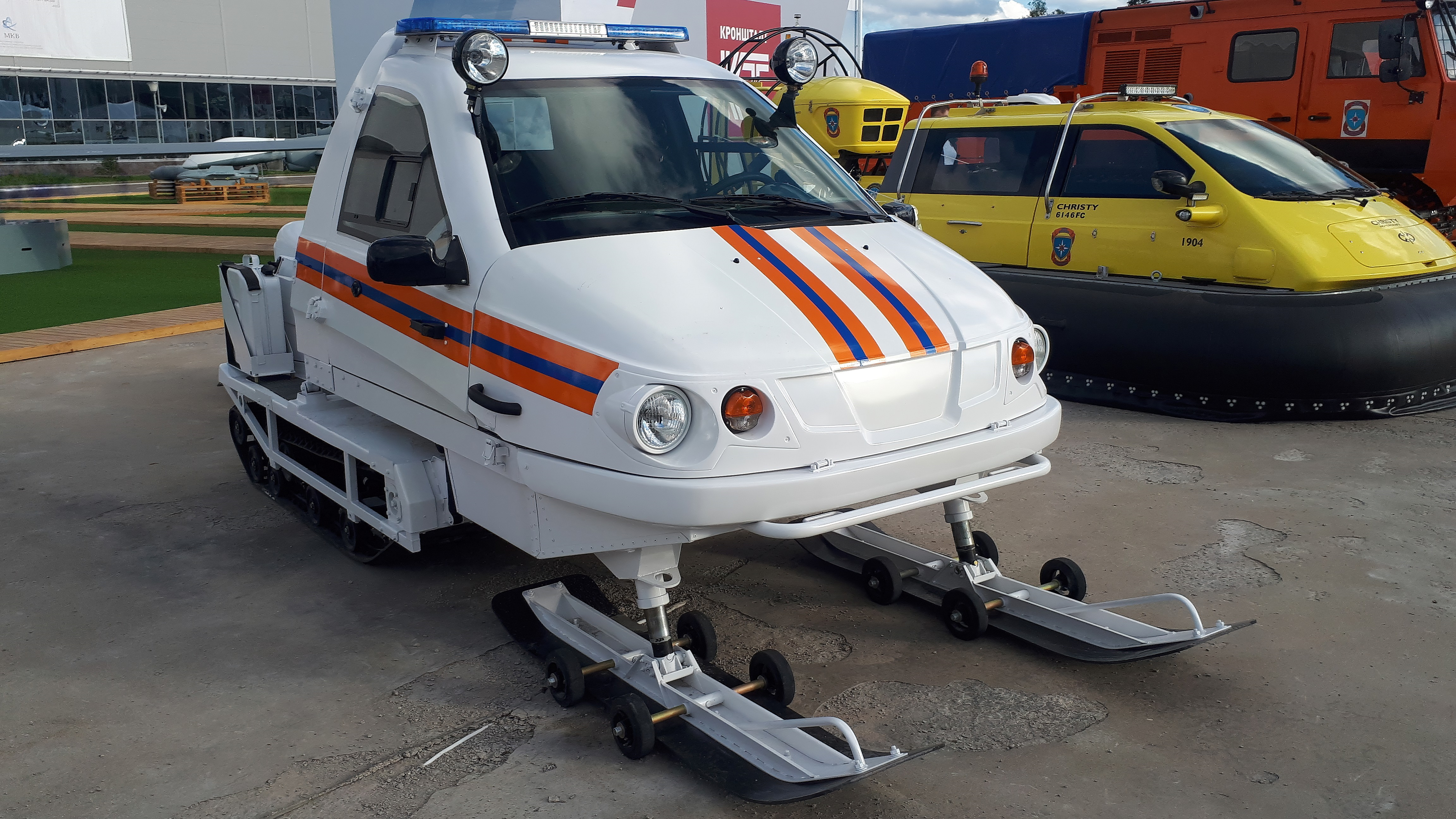
俄罗斯雪地车与加热舱

因為熱帶氣候的緣故，在香港幾乎沒有雪上摩托車，而台灣在山上較常見。在某些地區是冬季的主要代步工具，如美國北部、加拿大跟日本北海道。

## 環境影響
這種交通工具本身會造成空氣污染跟噪音，布希政府之前打算增加美国的黃石國家公園的雪上摩托車的數量。後來因為環境問題，提案遭到美國聯邦法院否決。